# Роберт Болдижар
Роберт "Роби" Болдижар (хрв. Robert "Robi" Boldižar; Осијек, 9. јуна 1974) хрватски је виолиниста и музички педагог. Члан је босанскохерцеговачке рок групе Забрањено пушење.

## Биографија
Болдижар је рођен у Осијеку. Пре свог првог рођендана с породицом се преселио у Сарајево, где је и одрастао. Његов отац је музичар. У доби од шест година (1980) уписао је музичку школу и почео свирати виолину. Године 1988. уписао је средњу музичку школу и почео свирати гитару. У то време се придружио Културно-уметничком друштву "Унис" где је дошао у додир с традиционалном музиком. Године 1992. придружио се Вокално-инструменталном саставу "Пакс", који је изводио верску музику. Тада је повремено и радио за Сарајевску филхармонију.
Године 1995. Болдижар се преселио у Загреб. Године 2000. основао је групу назван Генерална проба, која је 2002. године објавила једини албум Изнад облака. Болдижар је дипломирао 2005. године на Музичкој академији Универзитета у Загребу. Компоновао је музику за албум Школска прича у издању Дечјег хора "Пахуљице".
Од 2004. године Болдижар је члан босанскохерцеговачке рок групе Забрањено пушење. С њима је радио на последњих пет студијских албума: Ходи да ти чико нешто да (2006), Музеј Револуције (2009), Радови на цести (2013), Шок и невјерица (2018) и Karamba! (2022). Поред тога, као гост-извођач свирао је на концертима у Загребу и Сарајеву када су се радили снимци за лајв албум Забрањеног пушење Хапси све! (1998).
Заједно с чланом Забрањеног пушења Тонијем Ловићем, Болдижар је и члан бенда музичко-сценског ансамбла "Медлеј Театар". Тај ансамбл изводи адаптирани рок мјузикл Антигона: ПрокКлетство Рода, између осталог. Болдижар се преселио у Бјеловар 2013. године где ради као професор виолине у Музичкој школи "Ватрослав Лисински".

## Дискографија
Забрањено пушење
- Хапси све! (1998) (гост)
- Ходи да ти чико нешто да (2006)
- Музеј Револуције (2009)
- Радови на цести (2013)
- Шок и невјерица (2018)
- Karamba! (2022)

Шадерван код
- Кад процвату бехари (2011)
- Ах, што ћемо љубав крити (2018) (гост)